# Jutta Urpilainen
Jutta Urpilainen, född 4 augusti 1975 i Lappo, är en finländsk politiker. Hon var finansminister i Jyrki Katainens regering från den 22 juni 2011 till 6 juni 2014. Hon var socialdemokraternas partiordförande från den 6 juni 2008 fram till den 9 maj 2014, då hon förlorade partiledarskapsvalet mot Antti Rinne.
Urpilainens politiska ståndpunkt är oklar men hon anses tillhöra vänsterflygeln i sitt parti. Hon har varit ledamot av Finlands riksdag sedan 2003.
Urpilainen blev vald till partiordförande 6 juni 2008 med 218 av partikongressens röster mot 132 för huvudmotståndaren Erkki Tuomioja. Valet av Urpilainen anses vara ett led i föryngringen av de finländska socialdemokraterna efter riksdagsvalet i Finland 2007, varefter SDP förlorade sin plats i regeringen.
Hon tillträdde som finansminister och statsministerns ställföreträdare den 22 juni 2011.
Urpilainen har en magisterexamen och är till yrket lärare. Hon är gift.
Urpilainen är kommisionär för internationella partnerskap i EU-kommisionen (2019-2024)

## Utmärkelser
- Kommendörstecknet av Finlands Vita Ros’ orden,  6 december 2013[2]
- Storkorset av Finlands Lejons orden,  6 december 2024[3]

[Redigera Wikidata]